# Hedys
Hedys war ein antiker griechischer Goldschmied, der in julisch-claudischer Zeit in Rom tätig war.

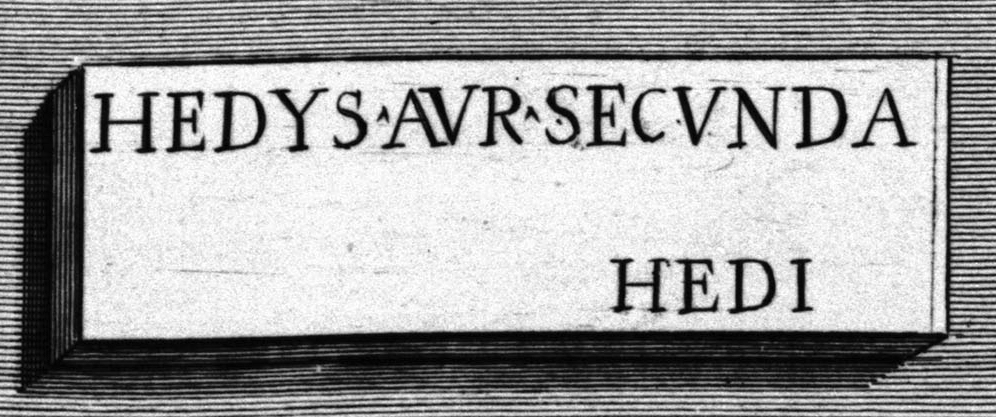
Die Grabinschrift des Hedys in einem Stich von Piranesi

Hedys ist einzig durch seine erhaltene Grabinschrift bekannt, die 1726 im Columbarium der Livia gefunden wurde, in dem vor allem Sklaven und Freigelassene der Livia Drusilla bestattet wurden. Hier war er mit seiner Frau Secunda bestattet. Die Inschrift befindet sich heute in den Kapitolinischen Museen in Rom. Über den sozialen Status des Hedys macht die Inschrift keine Angaben.
Die moderne Gemmenschneider-Signatur Hedy bezieht sich möglicherweise auf Hedys.